# Reign of Fire
Reign of Fire è un album in studio del cantante reggae giamaicano Capleton, pubblicato nel 2004.

## Tracce
1. Jah Is My Everything – 4:47
2. That Day Will Come – 4:06
3. Wise Up People – 3:15
4. Or Wah – 2:46
5. Real Hot – 3:04
6. Ton Load – 3:04
7. Steppin' Up – 3:39
8. Never Share (Burn Dem) – 4:17
9. Undeniable – 4:09
10. Sunshine Girl (feat. Stephen Marley) – 4:26
11. In Her Heart – 3:50
12. Who Yuh Callin' Nigga – 3:20
13. Open Your Eyes – 4:33
14. Leaders Let the People Down – 4:50
15. All My Life – 4:27
16. Standing Ovation – 3:46
17. Remember the Days – 4:27
18. Fire Haffi Burn – 3:52
19. Jah by My Side – 3:21
20. Number One Song – 4:10